# Sa dernière culotte
Pour plus de détails, voir Fiche technique et Distribution.

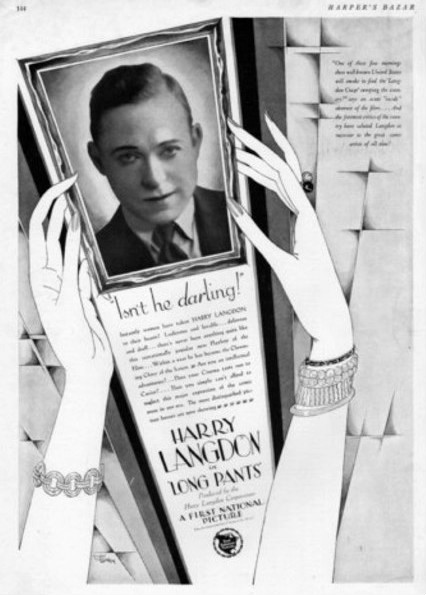
Publicité pour Sa dernière culotte (Long Pants) dans Harper's Bazaar

Sa dernière culotte (Long Pants) est un film muet américain réalisé par Frank Capra et sorti en 1927.

## Synopsis
Les aventures d'un jeune homme, surprotégé par sa mère, qui rencontre une trafiquante de drogue.

## Fiche technique
- Réalisation : Frank Capra
- Scénario : Robert Eddy, Tay Garnett, Arthur Ripley
- Format : Court métrage en noir et blanc
- Son : Muet
- Genre : Comédie
- Langue : Anglais (intertitres)
- Durée:  60 minutes
- Date de sortie : 1927

## Distribution
- Harry Langdon : Harry Shelby
- Gladys Brockwell : la mère
- Alan Roscoe : le père
- Priscilla Bonner : Priscilla
- Alma Bennett : Bebe Blair
- Betty Francisco